# 대중사회
대중사회는 대중문화와 큰 스케일의, 비개인의, 사회적인 기관들을 가지고 있는 현대시대의 어떠한 사회를 말한다. 한 대중 사회는 번영과 관료체계가 전통적인 사회의 연대를 약화시키는 사회이다. ‘대중’으로서 사회의 묘사는 19세기로부터 이어져 내려왔다. 이것은 산업혁명 기간에 단순화 경향에 따른 것으로 보인다.

## 이론
대중사회적 문제상황을 클로즈업하여 현대사회와 현대인의 병리적(病理的) 측면을 파해친 것이 대중사회론이다. 대중사회론이라고 해도 물론 그 보는 각도는 일정하지 않고 여러 가지 유파가 있다. 귀족주의적 입장의 비판이 있는가 하면 민주주의적 입장의 문제제기도 있다((大衆社會論의 諸相). 그 접근방법이 문제의식, 그 상태나 방향은 다를지라도 현상인식에서는 공통적인 것이 있다. 그리하여 그것은 현대사회의 중요한 측면을 잘 파악하여 문제를 제기한 점에서는 무시할 수 없는 것이다. 그러나 대중사회론이 제기한 문제는 현대의 병든 사회·문화·인간의 병태(病態)를 페시미스틱(비관적)하게 진단할 뿐으로 미래의 전망이 부족하다. 또 그 현상인식도 어두운 면을 일방적으로 내세우는 경향이 강하기 때문에 현상을 올바르게 묘사하고 있느냐 어떠냐는 것에도 문제점이 없는 것은 아니며, 여러 가지 비판이 나올 수 있는 여지를 남기고 있다.

## 대중사회 용어 배경
19세기 초에 Alexis de Tocqueville와 같은 정치적인 이론가들의 연구에서, 이 용어가 엘리트 집단의 토론에서 쓰였다. 그 토론은 프랑스 혁명으로부터 천명된 서부세계의 정치적 통일체에서의 변화에 대한 것이었다. 이러한 엘리트들의 관심들은 ‘대다수의 독재’ 또는 군중의 사태 장악이라는 것에 집중되었다.
19세기 후반에, Émile Durkheim의 연구에서, 이 용어는 구분되지 않는, 원자론적인 개인들로서의 사회와 연관된 용어로 쓰여졌다. 20세기에 대중사회라는 용어는 자본주의에 관심이 있는 문화 산업에 어울린 소외된 개인들의 사회로 연관 지어졌다.
20세기에 보수적인 세력들은 대중사회를 다른 관점에서 비평했다. 예를 들어, José Ortega y Gasset가 대중사회에서 고등교육의 쇠퇴를 애도했다는 것이 그 예이다.

## 개념
이데올로기로서의 대중사회는 소수의 상호 관련있는 엘리트(조작이나 설득을 통해 사회에 영향력을 미칠 수 있는)들에 의해 지배된 것으로 보일 수도 있다. 이것은 대중사회 이론가들의 정치를 가리킨다. 그들은 문화적인 엘리트(대중들 위에서 특혜를 받고, 승진을 해야 만하는)의 다양한 종류들의 옹호자들이다. 그 엘리트들은 이러한 사실에 대해 그들 자신들은 제외된다고 주장함과 동시에 잘 이해하지 못하는 대중들에 대한 리더십을 가지고 있다고 주장한다.
기술적인 혁신들이 정부가 확장하는 것을 허용했을 때, 집중화된 지역들은 사이즈와 중요성 면에서 성장했다. 그러한 것으로부터, 정부는 좀 더 많은 사회적인 삶에 대한 책임을 맡아왔다. 그 사회적인 삶의 예로는 교육 시키는 것, 임금과 노동조건을 규제하는 것, 모든 종류의 상품들에 대해 기준을 정하는 것, 노인, 병든 사람, 실업자들에 대한 재정적인 지원을 제공하는 것이 있다. 또한 대중사회에서 권력은 큰 계급체계에 놓여져 있고, 지역 공동체에서는 사람들이 그들의 삶을 영위하는데 약간의 제재를 가한다. 예를 들어, 주 사무소는 지역 학교들은 반드시 교육 가이드 라인을 따라야 한다, 지역 상품들은 정부 집중적으로 되어야한다, 모든 시민들은 세금 기록들을 유지해야 한다는 것들이 있다.비록 이러한 규제들은 사회적인 동질성을 보호하고 강화하긴 하지만, 그것들은 또한 지역 공동체와 가족들의 자율성 등을 악화시키는 부작용을 초래할 수도 있다.
대중사회 이론은 미디어 연구의 범위 속에서 활발하게 다루어져 왔다. 미디어 연구에서 대중사회 이론은 텔레비전과 영화와 같은 대중 매체가 대중들에게 영향을 미치는 이상적인 비전을 만들어낸다고 본다. 그러므로, 대중 매체는 대중사회를 유지하고, 발전시키는데 필수적인 도구라고 할 수 있다. 또한 매스미디어는 오랜 세월을 거쳐 오는 동안 한 민족이 같이 생활하면서 축적하여 온 경험과 지식의 총체라고 할 수 있는 민족 문화를 만들어 내는 역할을 하기도 한다. 대중 사회 이론가들은 다양한 사회적이나 주변 환경에 의한 배경을 가진 사람들이 포괄적인 대중으로 들어왔을 때, 그들이 모두를 비인간화하지 않을 수도 있다는 사실을 걱정한다.
대중사회에서는,
1. 사람들이 자신들의 의견을 잘 표현하지 않는다. 공중들은 추상적인 개인의 집합체가 되고, 그 개인들은 대중 매체로부터 정보를 얻거나 영감을 얻는 사람들이다.
2. 커뮤니케이션이 보편적으로 만연해 있고 조직적으로 이루어지기 때문에 개인이 어떠한 영향을 크게 주거나 대답을 즉각적으로 하는 것은 불가능하다.
3. 의견들이 행동으로 현실화 되는 것은 그러한 행동들의 채널을 통제하거나 관리하는 저자들에 의해 통제된다.
4. 대중은 기관으로부터 자율성이 없다. 대조적으로, 권한을 부여받은 기관들의 대리인들은 이러한 대중들을 꿰뚫어 보면서 토론에 의해 의견들이 형성되는 과정에서 발생할 수 있는 어떠한 자율성을 감소시키기도 한다.[5]

## 생리와 병리
대중사회적 문제상황은 독점단계에 있어서의 자본주의 사회의 구조적인 모순과 위기를 집약적으로 표시하는 것인데, 그것을 요약하면 한편에서는 조직화의 진행에 근거한 생산·행정·커뮤니케이션 그 밖의 수단으로부터의 분리와 소외·원자화, 다른 한편에서는 형식합리성 또는 기술적 합리성의 침투에 따른 인간 및 인간관계의 비인격화와 정서화라는 이율배반(二律背反)이며, 합리화된 기구의 심층부에 있어서의 비합리성의 침전이라는 모순이다. 그것은 개인적인 접촉과 지역적인 결합을 특색으로 하며 이전의 사회형태의 전면적인 구조변화의 결과로 생긴 것이고, 낡은 것을 파괴하는 힘이 동시에 새로운 것을 형성하는 힘에서 오는 해체와 혼란과 부적응, 즉 '아노미' 상태를 나타내고 있다.만하임(K. Mannheim, 1893-1947)은 그 원인을  '산업적 대중사회'의 구조적 2중성에서 찾았다. 산업적 대중사회는 대규모의 산업사회로서는 최고도로 합리적이고 계산이 가능하며 욕구충족을 완전히 억압하고 단념하는 행동조직을 만들어내는 반면, 대중사회로서는 부정형(不定形)한 인간집합에 특유한 모든 비합리성이나 격정적인 폭동을 낳게 된다고 한다. 표층부(表層部)에 있어서의 합리적 산업사회와 심층부(深層部)에 있어서의 비합리적 대중사회의 동시공존과의 이율배반으로, 소수의 엘리트와 방대한 대중과의 거리나 힘의 차이가 증대하고 원자화되어서, 절망적인 불안상태에 놓인 무력하고 흩어진 대중이 갖는 비합리성은, 사회기구 속에 통합되지 않은 채로 정치의 영역에 탈출구를 찾거나 사생활 속으로 파고 들어간다.사회의 기본적 민주화에도 불구하고 정동적인 심정민주주의(心情民主主義)로 흐르는 경향으로부터 독재의 위협이 생겨나게 되고, 밖의 사생활 분야에서도 암시·설득·선전·선동이 은근히 때로는 노골적으로 행해져 독재의 위협과는 반대로 넉넉하고 평온한 사회에 대한 수익감이 늘어나게 된다.

## 현대대중사회
현대대중사회의 특성은 정치·경제·문화의 각 분야에서 종합, 파악되어야 한다. 경제적인 특징은 자본주의가 산업자본 단계에서 독점자본 단계에로 넘어가게 되면서 자본주의의 거대한 생산력과 국가의 거대한 정치권력이 결합하는 추세에서 두드러지게 나타난다. 특히 2차대전 후 이른바 후기 현대사회(post morden society) 또는 탈산업사회(post industrial society)가 전개되면서 경제적인 대중사회의 특성은 더욱 뚜렷해지고 있다. 이 특징은 한마디로 말해 소비가 생산 못지않게 중요시되는 현상이다. 이같은 추세는 제3차 산업(금융·관리·판매·행정·치안·통신·운수·오락) 등의 상대적 우세(優勢), 도시화(都市化) 등의 변화와 밀접히 연관되어 있다. 특히 이른바 제4차 산업이라고 불리는 지식산업(知識産業, knowledge industry)의 발전과도 긴밀히 연관되어 있다.문화적으로는 대중사회의 특성을 대량매체(大量媒體)의 발달에서 찾아볼 수 있다. 신문·잡지와 같은 인쇄매체의 영향력이 증대될 뿐 아니라, 라디오·텔레비전과 같은 대량통신(大量通信, mass communication)의 위력으로 인해 현대인은 막강한 상징적 조작이란 새로운 형태의 압력을 받는다.
현대대중사회를 논할 때 역시 그 정치적 특성이 제일 심각하다. 즉, 현대대중사회에서의 정치는 양극화(兩極化)된 상황에서 진행되고, 더욱 이 양극화를 부채질할 위험성을 갖고 있다. 콘하우저(W. A. Kornhauser, 1925- )가 적절히 지적한 대로 양극화 상황은 대중사회로 하여금 다른 형태의 사회로부터 구별시킨다. 즉, 전체주의사회·다원적(多元的) 민주사회 및 공동사회라는 아주 다른 정치 양태(樣態)를 갖고 있는 것이 대중사회이다. 여기서는 소수의 권력 엘리트가 다수의 대중으로부터 심각하게 떨어져 있다. 엘리트와 대중 사이에 그 어떤 자율성을 지닌 중간층이 없기 때문에 이 두 층은 서로 상처받기 쉬운 위험한 상황에 놓여 있게 된다. 소수의 엘리트가 이와 같은 상처를 받지 않기 위해서 대중을 억눌러 버릴 수 있는 전체주의사회에로  대중사회를 변질시키려 할 것이다. 이 경우 대중은 그대로 순종할 수도 있고, 극단적 사회·정치운동을 벌일 수도 있다. 과격한 극단주의 운동이 생겨날 소지가 많다. 다른 한편, 대중은 엘리트로부터 상처를 안 받기 위해서 그들과 엘리트 사이를 잇는 다원적인 중간집단(지역공동체·자원집단 및 직업집단)을 형성 내지 강화하려 할 것이다.일반적으로 중간집단은 이러한 대중사회적 상황에서는 극단적인 두 층 사이에서 완충지대의 역할을 한다고 해석된다. 결국 중간집단은 엘리트와 대중이 직접적으로 부딪치지 않게 함으로써 양층을 다함께 보호하는 기능을 담당하게 된다는 것이다. 여기에 대중사회가 다원적 민주사회에로 이행되는, 또 이행되어야 하는 이유가 있다. 그러나 중간집단이 과연 완충지대 역할을 하는가 하는 문제는 그리 간단하지 않다. 전통적으로는 화해기능을 하는 것으로 해석되고 있으나, 그 반대일 가능성도 있다. 피나드(Pinard) 같은 사회학자는, 중간집단이 오히려 극단적인 대중운동을 촉진시킬 수 있다는 것을 논의하였다.대중사회가 전체주의사회와 다원적 민주사회 사이에 끼어서 양쪽으로 다 갈 수 있다는 점을 유의할 필요가 있다. 동시에 대중사회의 정치적 특성이 소수 지배자와 다수 대중으로 양극화되어 있다는 점을 더욱 명심할 필요가 있다. 이같은 양극화 상황 아래서 우리는 대중사회의 병리현상인 소외(疎外)현상을 보다 잘 이해할 수 있는 것이다. 물론 대중사회의 경제적 특성에서 창백해지고 무력해지는 화이트 칼라층의 소외의식과, 대중사회의 문화적 특성에서 천박해지는 대중문화라는 병리현상을 이해할 수 있다. 그러나 정치적 양극화와 이에 따른 정치화의 현상(권력이 비정치적 각종 제도영역으로 침투해 가는 현상)은 무력감(powerlessness)이라는 정치적 소외현상을 동반한다. 서민대중은 그들의 생명과 재산에 영향을 주는 중요한 결정과정에 직접·간접으로 참여할 수 없게 된다. 이같은 상황 속에서는 산업화를 통해 증대되고 있는 중간계층, 즉 신중산층이 더욱 예민하게 이같은 소외의식을 느낄 가능성이 있다. 일반적으로 중산층의 견제가 민주화에 유익하다는 명제는 반드시 타당한 것이 아니다. 대중사회의 정치적 특성이 계속 살아 있는 한, 즉 정치적 양극화와 정치화 현상이 강하게 남아 있는 한 신중산층은 더욱 강한 정치적 소외감을 갖게 될 가능성이 있다.대중사회는 바람직한 사회형태라고 할 수 없다. 정치적으로나 경제적·문화적으로 대중사회는 파편화된 사회, 무기력한 사회로 볼 수 있다. 학자에 따라 이러한 병적 현상의 근원이 다르게 파악되고 있기 때문에 대중사회 성격을 한마디로 또는 일관성 있게 지적하기란 어렵다. 그렇지만 대중사회가 바람직하지 않은 사회라고 하는 판단에는 큰 이견이 없는 것으로 보인다.

## 같이 보기
- 시민 사회
- 소비주의
- 소외
- 복지국가
- 한나 아렌트
- 찰스 라이트 밀스
- 호세 오르테가 이 가세트